# Richel Apinsa
Richel Apinsa (ca. 1962) is een Surinaams politica.
Ze is afgestudeerd in de rechten aan de Anton de Kom Universiteit waarna ze in februari 1991 ging werken op de afdeling Centrale Begrotings Boekhouding van het ministerie van Financiën. In juli 1996 werd ze juridisch medewerker bij de afdeling Luchtvaartdienst van het ministerie van Transport, Communicatie en Toerisme (TCT) en medio juni 1999 stapte ze over naar het ministerie van Justitie en Politie waar ze eerst werkte op de afdeling Juridische Adviezen en later op de afdeling Wetgeving.
In mei 2007 werd Apinsa minister van TCT ter opvolging van Alice Amafo (ABOP) die twee maanden eerder was afgetreden na berichten dat zij voor een feest ter gelegenheid van haar 30e verjaardag in januari omgerekend ruim 10.000 euro aan belastinggeld had besteed aan drank, eten en versiering. Kort na dat aftreden werd Adolfina Cairo, levenspartner van Ronnie Brunswijk, door de ABOP naar voren geschoven als opvolgster. Dit voorstel leidde tot een conflict met de BEP, een van de andere partijen binnen de A Combinatie, waarna Cairo zich terugtrok. Uiteindelijk viel de keuze op Apinsa die net als Amafo tot de ABOP behoort. Met haar beëdiging kwam het aantal vrouwen in het derde kabinet-Venetiaan weer terug op drie.
Apinsa is sinds februari 2024 ondervoorzitter van het Constitutioneel Hof.